# Suevia Literaria
Suevia Literaria, denominada originalmente Suevia hasta 1918, fue una revista de literatura y arte fundada por jóvenes literatos modernistas en Santiago de Compostela, órgano del Cenáculo de los Inmortales, publicada entre 1917 y 1919.

## Historia
En su primera etapa tuvo por título Suevia, nombre evocador del reino suevo de Galicia. Surgió como una revista semanal de literatura, arte y ciencia, dirigida por el escritor y periodista Jesús Fernández González e integrada por la mayor parte del equipo de redacción del semanario Maruxa, fundado por el escritor Marino López Blanco. La redacción de la revista se encontraba en las dependencias de El Eco de Santiago, en cuyos talleres tipográficos de la Rúa Nueva comenzó a publicarse de forma semanal a partir de número inaugural, el 7 de octubre de 1917, con un precio de venta al público de 15 céntimos por ejemplar.
Con una presencia cada vez mayor de los miembros del Cenáculo de los Inmortales en la redacción, a comienzos de 1918 asumió la dirección de la revista uno de ellos, Manuel Ortiz Novo. Un desencuentro del nuevo director con tres de los antiguos redactores acabaría provocando el cambio definitivo de nombre a Suevia Literaria, para diferenciarla de su anterior línea editorial. En su nueva andadura, la revista pasó a tener frecuencia mensual y la redacción se trasladó a la calle del Preguntoiro, 12.